# 賢明女子学院中学校・高等学校
賢明女子学院中学校・高等学校（けんめいじょしがくいんちゅうがっこう・こうとうがっこう）とは、兵庫県姫路市本町に所在し、中高一貫教育を提供する私立女子中学校・高等学校。
高等学校において、1学年の生徒総数180人のうち20%弱の35名の生徒を募集する準完全中高一貫校。聖母奉献修道会を母体とする学校法人賢明女子学院が設置・運営している。
姉妹校に学校法人賢明学院が運営する賢明学院幼稚園・小学校・中学校・高等学校がある。
校地は姫路城旧中曲輪・姫路市本町のうち元第10師団司令部の跡地である。北側には同じくカトリック系のミッションスクールである淳心学院中学校・高等学校が隣接しているが、こちらはベルギー発祥の修道会による設置であり、別の学校である。聖職者同士での交流はあっても、公的な意味での生徒交流はない。

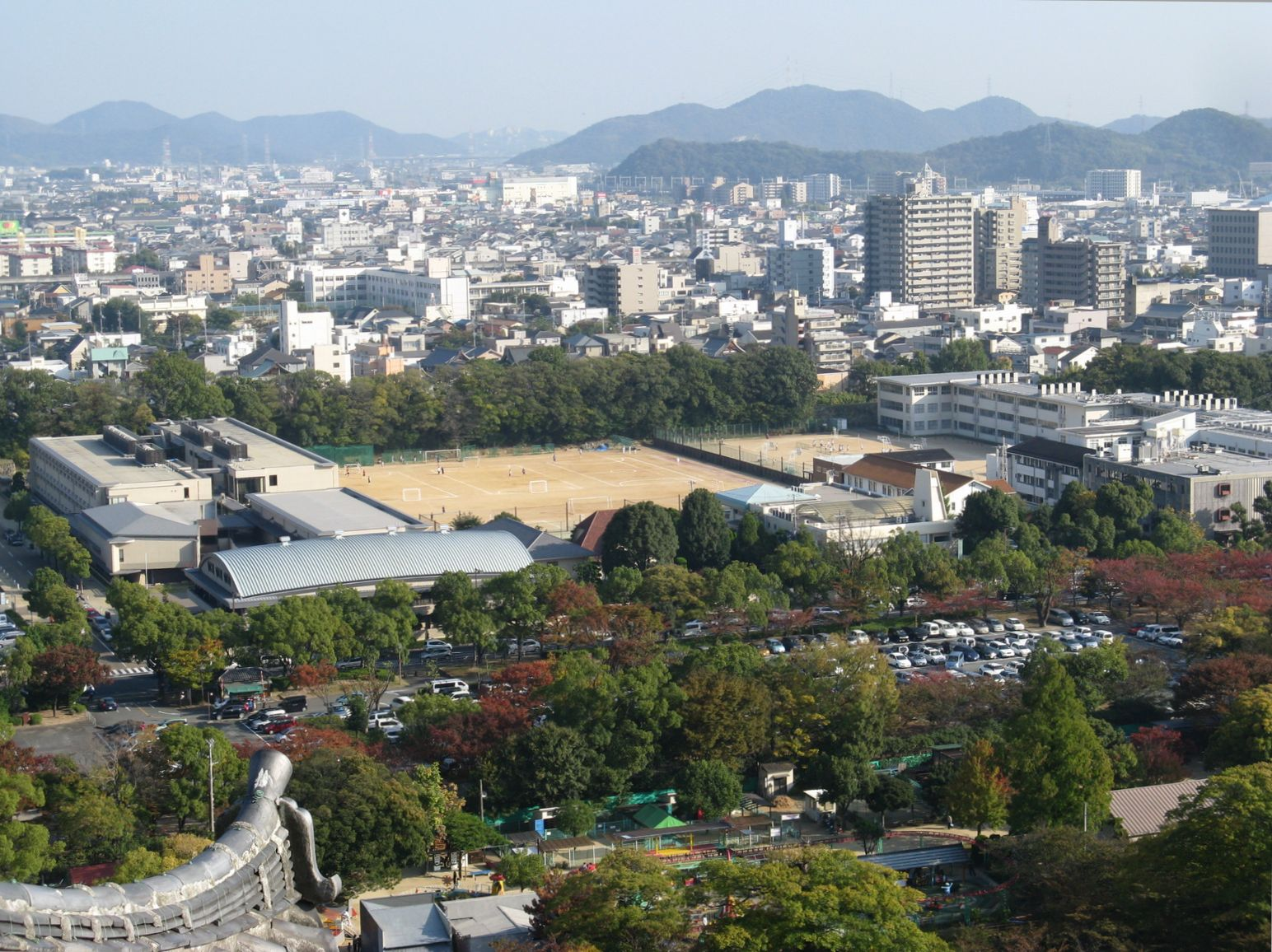
姫路城大天守第六層から南東望。賢明女子学院の校庭は中程右側

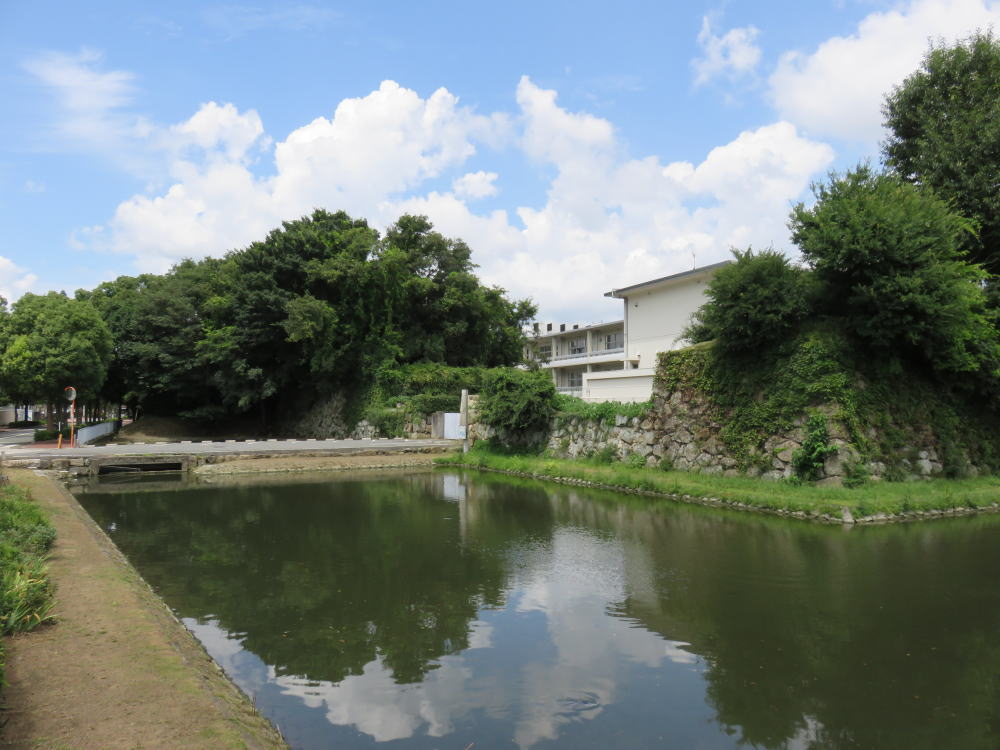
学校の裏門になっている姫路城の内京口門の石垣

## 概要
1796年にフランスで創設された聖母奉献修道会が1948年6月に来日し、1951年4月、賢明女子学院中学校・賢明女子学院高等学校開校。
現在当校を運営する学校法人賢明女子学院は、カナダから来日した同修道会の支部により創設された。
校名の「賢明」は、カトリックの7つの徳に含まれる「賢慮」「聡明」に由来してつけられた。
キリスト教のカトリックの教えにより、「the Best（最善をめざす）」を教育理念としている。「思いやる力」「創る力」「叶える力」の3つの力を養い身に付けることを教育方針としている。
2011年に創立60周年を迎えた。
2013年度からは高校がコース制となり、ソフィア（特進）コースとルミエール（進学）コースに分かれた。

## 編成
難関国公立大学を目指す「ソフィアコース」、難関私立大学・国公立大学を目指す「ルミエールコース」の2コースが設置されている。
1クラス約30～40名の4クラスまたは3クラス編成である。

## 授業
土曜日に4時間授業を実施している。さらに、毎週木曜日は7時間目まで授業を実施している。このことにより、増えた時間を基礎学力の定着や、演習など理解をより深めるための質の高い学習に充てている。
中学の英語の教科書は『プログレス・イン・イングリッシュ』を使い、中1ではクラスを2分割した少人数授業を実施し、英語の力をしっかり身につけていく。そして中2からは英・数で習熟度別授業を実施している。
中学では週4日、高校では週6日の放課後希望者補習や、英語と数学の指名補習を実施している。国公立大学進学者数の増加を狙い、中高のソフィアコースの生徒には放課後の数学強化補習を週1回行っている。
夏休み中も約60もの講座を開講している。英検対策など、対象学年を限定しない講座もある。
高校課程の多くを2年で終える。

### クロス・スタディ
本校では興味のある分野や学問の面白さを発見し、勉強に前向きに、自発的に学ぶきっかけになるように、理系や文系といった枠を越えたクロススタディを実践している。 
1年間で「自然科学」「人文科学」「芸術」から2テーマずつ計6テーマを学ぶ。週1時間、月1テーマで行われる。

### 宗教
6年間通じて宗教の時間があり、生き方や平和、奉仕の精神について学んでいく。

## 沿革
母体となる聖母奉献修道会は1796年にマリー・リヴィエにより創立。1948年6月、聖母奉献修道会カナダ管区本部から修道女4名が来日し、大阪阿倍野に居住して日本地区本部を設立した。1950年6月、姫路に土地を購入し、本学院が開校した。
- 1951年（昭和26年） - 中学校・高等学校が開校。
- 1964年（昭和39年） - ベルギー国王ボードゥアン1世夫妻が来校。
- 1975年（昭和50年） - 生徒会奉仕部が県のじぎく賞受賞。
- 1982年（昭和57年） - 学院創立者マリ－・リヴィエ、教皇ヨハネ・パウロ2世により福者に列せられる。
- 2000年（平成12年） - 50周年記念式典を挙行。ホームページを開設。

## 行事
- 学院祭 - 9月に行われる。
- 中3修学旅行（長崎）- 10月
- 語学研修（高1・高2希望者）- 春休みに行われる、約15日間の語学研修。現地にホームステイし、姉妹校であるPresentation of Mary Academyの学生と交流を深めながら、英語を体験的に学ぶ。また、ハーバード大学訪問やボストン市街観光なども実施。

その他「クリスマス行事」や「聖母をたたえる集い」などカトリック校らしい行事が多くある。

## クラブ活動
中高生は一緒に活動を行っている。入部率は高い。少林寺拳法部は全国大会の常連である。
体育系
- 少林寺拳法部
- 硬式テニス部
- ソフトボール部
- バドミントン部
- ソフトテニス部
- 陸上競技部
- バレーボール部
- バスケットボール部

文化系
- コーラス部
- ブラスバンド部
- ハンドベル部
- 自然科学部
- カトリック研究会
- アート部（アニメ・写真・美術部門）
- 書道部
- ダンス部
- E.S.S部
- 放送部
- パソコン部
- 家庭科部
- 演劇部
- カルタ部

同好会（当校では「おけいこ」と称する）
- 茶道
- 華道
- 箏曲

## 制服
学校創立時の1951年に、カナダから来られたシスター方により制定された、「合服」と呼ばれている着こなしが基本とされている。紺のウールのベストに白の長袖ブラウス、前中央に小さなくるみボタンの付いた前箱ひだのプリーツスカート。そして中学は赤、高校は紺のリボンを付ける。靴は白と紺のコンビであり通称「パンダ靴」と呼ばれる。
凛として清楚な「ベスト姿」に「パンダ靴」は賢明生のトレードマークとなっており、遠くからでも賢明生だと分かる。
2019年に制服が基調を変えずも新しく制定される。
夏服
ショールカラーの白の半袖ブラウスに赤・紺のネクタイ、薄手のウールのスカートに賢明特製の「K」をデザインしたバックルの付いた紺のベルトを付ける。紺の縁取りとリボンの付いた麦藁帽子や冷房、紫外線よけのカーディガンも制定されている。
冬服
ベストの上に襟なしの上着やスクールセーター、コートなどを着用する。

## 連携
- 姫路獨協大学薬学部ゲノム解析学研究室との連携：
科学技術振興機構 (JST) が主催する「中高生の科学研究実践活動推進プログラム（学校活動型）」の連携機関として、教育連携活動を行っている[8]。
2015年度より、ハイドロゲル]を用いた哺乳動物細胞の3D培養法の確立に学生たちと取り組んでいる。
3D培養では生理的環境に近い状態で細胞を培養することが可能で、この方法を用いて三次元的に組織を構築し、今後の再生医療等への応用を目指している。

## 著名な出身者
- 永田萠（絵本作家、イラストレーター）
- 八幡愛（タレント、衆議院議員)
- 木月あかり（元宝塚歌劇団雪組男役）